# Kvarteret Bodarne
L'îlot Bodarne (en suédois : Kvarteret Bodarne est un îlot urbain historique du quartier Östermalm à Stockholm en Suède,,.

## Description
Kvarteret Bodarne est situé aux adresses Strandvägen 1-5.
Construit en 1902-1904 et conçu par Hagström & Ekman. 
L'îlot se compose, d'ouest en est, de trois propriétés : Bodarne 14, Bodarne 11 et Bodarne 10 et ses bâtiments ont reçu une architecture cohérente. Le côté nord de L'îlot long et étroit fait face à Väpnargatan et Hovstallet. Le quartier est délimité par Sibyllegatan à l'ouest et Artillerigatan à l'est.
L'ensemble est marqué en bleu par le Musée municipal de Stockholm, ce qui signifie « que le bâtiment est considéré comme ayant des valeurs culturelles et historiques particulièrement élevées ».

## Architecture
Les concepteurs des bâtiments sont les architectes Hagström & Ekman.
Derrière Dorph & Höög (sv), les architectes Hagström & Ekman étaient les architectes les plus productifs de Stockholm au tournant du XXe siècle et ont conçu 144 maisons, y compris le lotissement de l'îlot Klippan (Strandvägen 7).
Les bâtiments de l'îlot ont six étages plus un appartement-terrasse. La maison centrale est agrémentée d'une tour. Les façades présentent un enduit jaune-brun et un socle en grès gris. La conception est richement sculpturale avec ses portails, ses baies vitrées et ses frontons de pignon. 
Les balcons ont des balustrades en fer forgé et des balustrades en pierre. Le toit est recouvert de tuiles, avec des détails en cuivre.
La partie centrale du bâtiment (correspondant à Bodarne 11) était accentuée par un toit plus élevé couronné d'une lanterne et de tours latérales en forme de dôme.

## Galerie

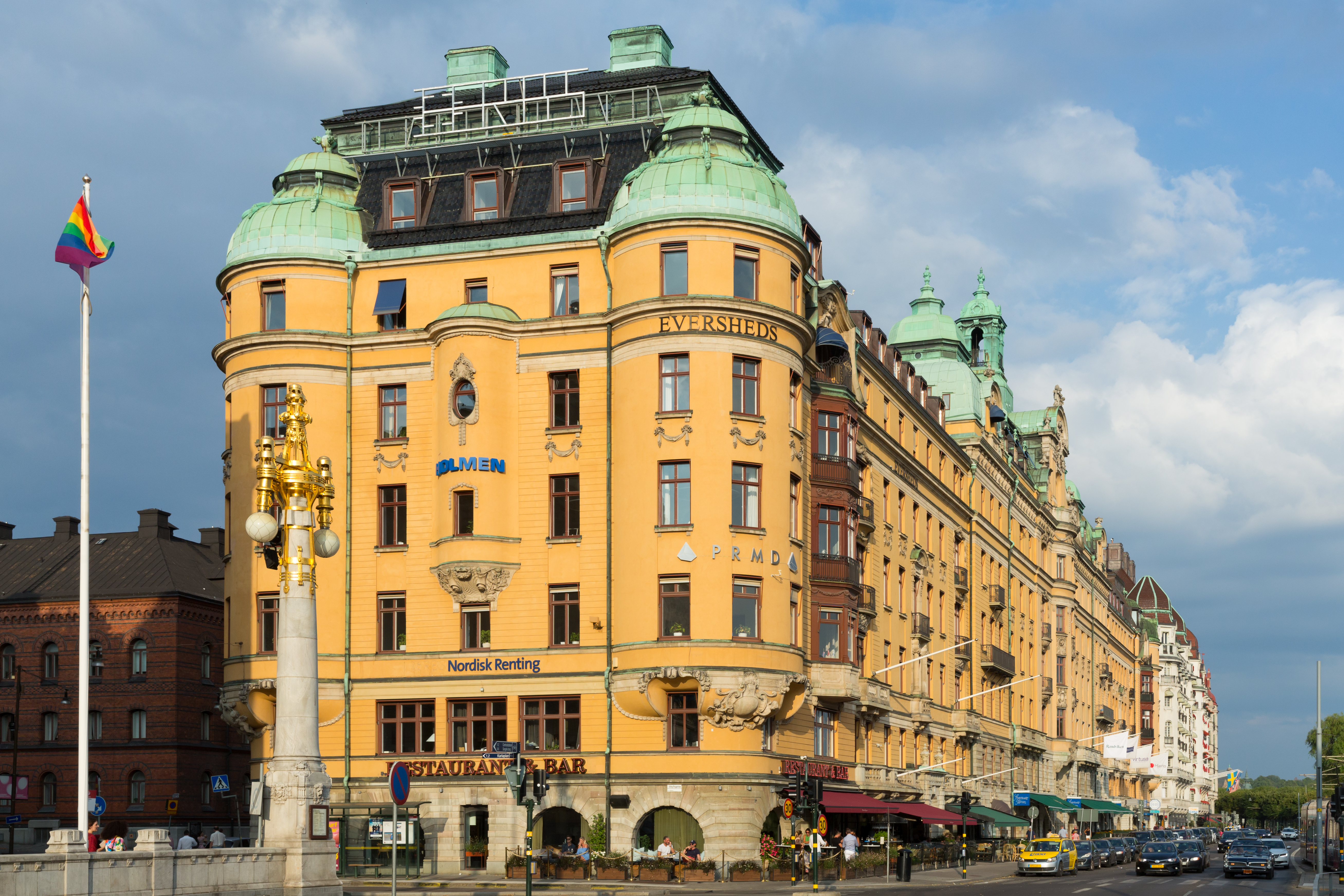
Le pignon ouest face à Sibyllegatan.
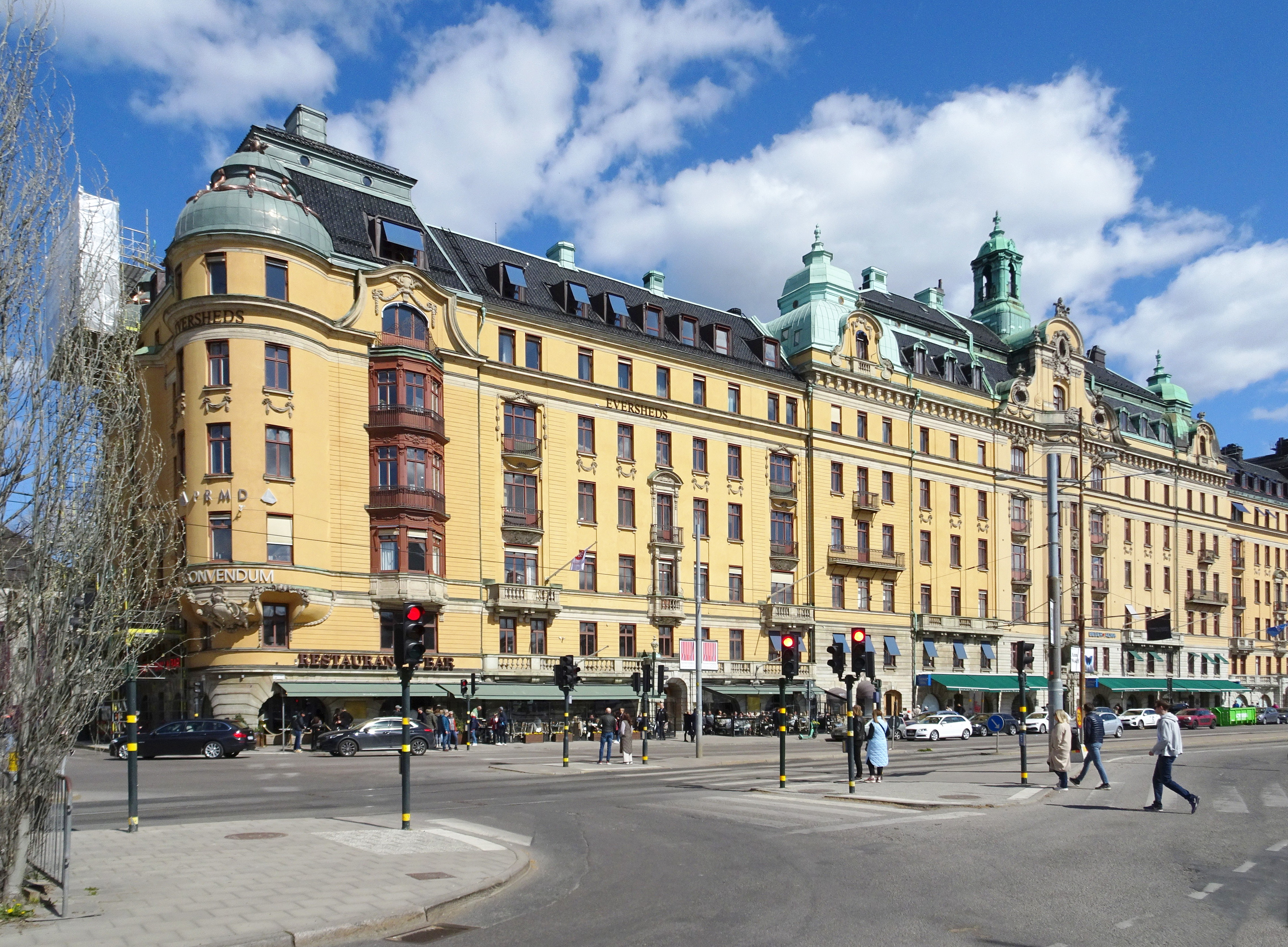
La façade vers Strandvägen.
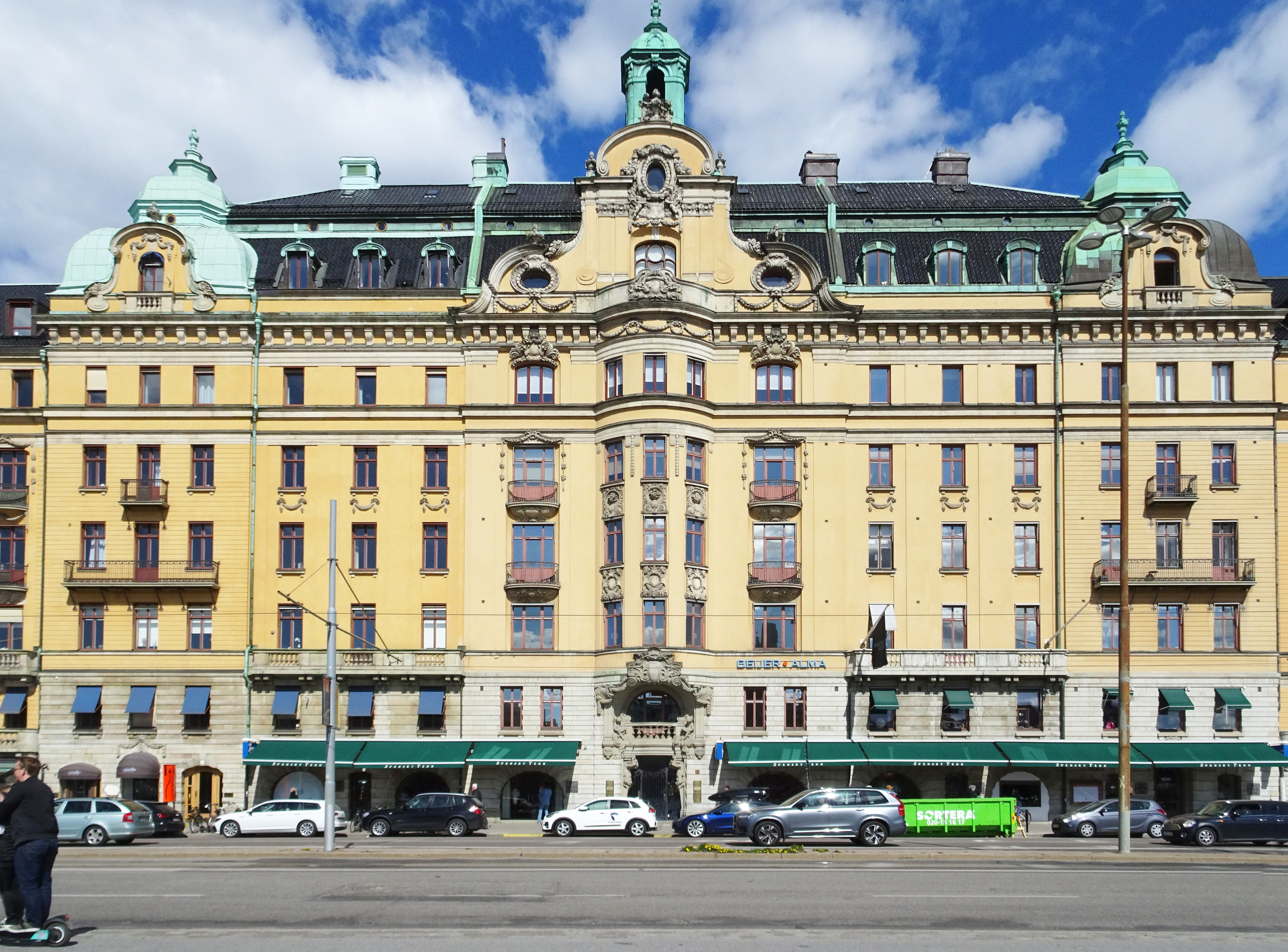
Bâtiment central.
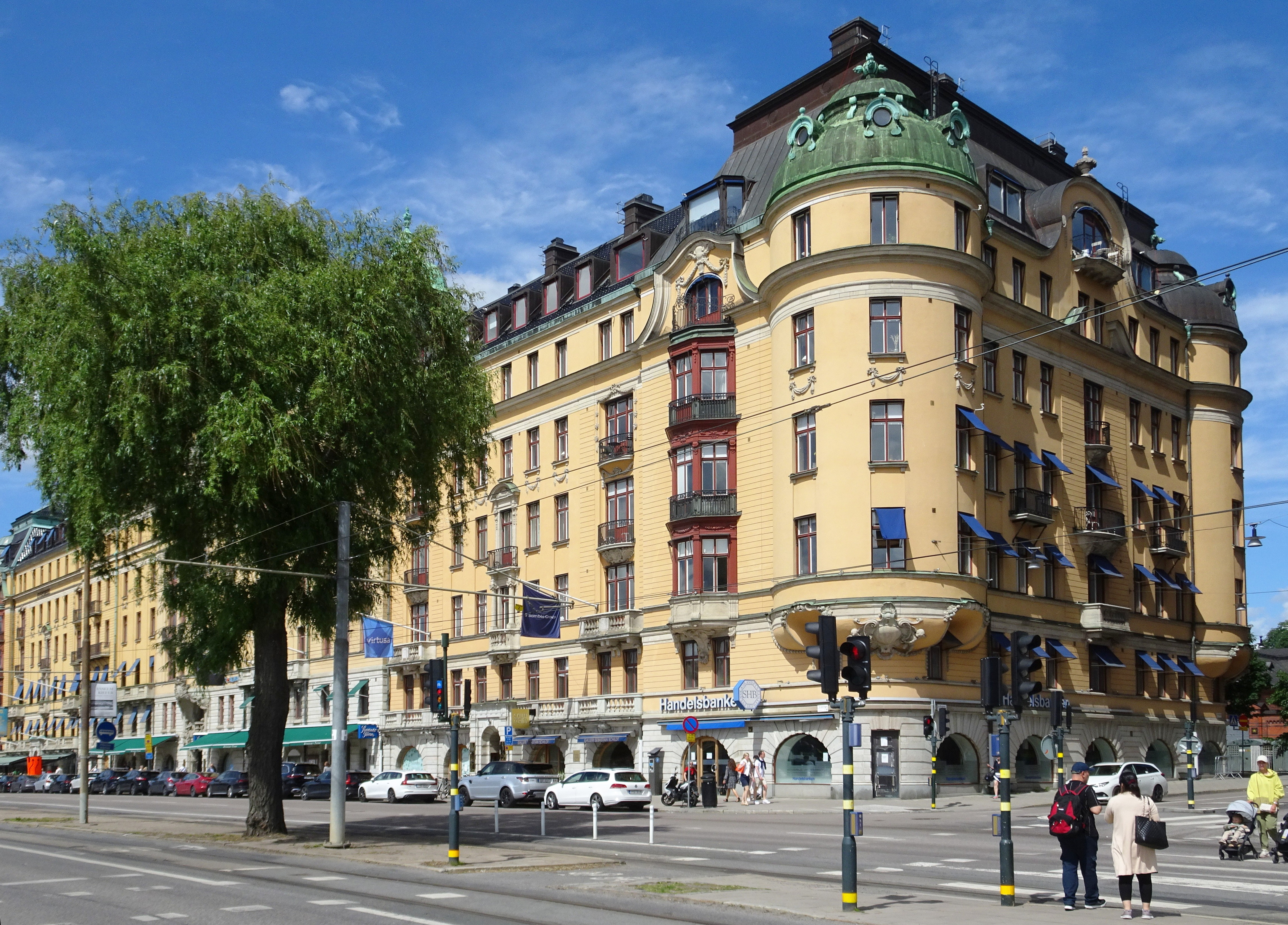
Pignon Est versArtillerigatan.
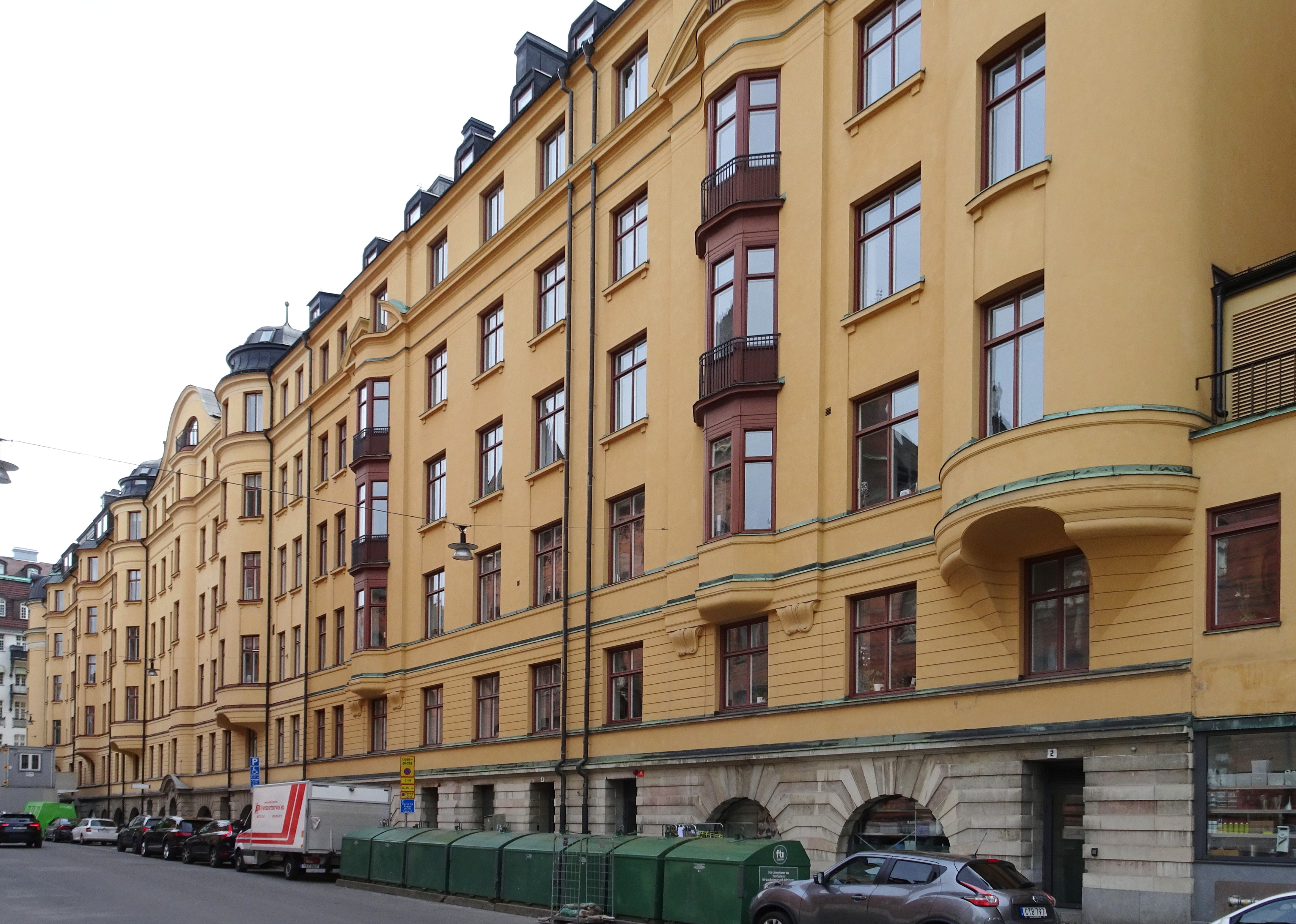
La façade nord vers Väpnargatan.